# Inu-Oh
Inu-oh (犬王) est un film d'animation japonais réalisé par Masaaki Yuasa, sorti le 28 mai 2022 au Japon et le 23 novembre 2022 en France. Il est adapté du roman Le Roi Chien d'Hideo Furukawa, dont l'intrigue repose sur Le Dit des Heike.

## Synopsis
L'action se situe au Japon au XIVe siècle, pendant l'époque Nanboku-chō. Tomona, fils de pêcheur, est frappé de cécité à la suite d'une malédiction. Parti sur les routes pour venger son nom, il devient joueur itinérant de biwa au sein d'une confrérie religieuse. À Kyoto, il rencontre Inu-Oh, le fils malformé et maudit d'un directeur de troupe de théâtre nô, qui, rejeté à cause de sa difformité, erre dans les rues avec les chiens et cache son visage derrière un masque. Ils décident de fonder un duo aux pratiques musicales et scéniques audacieuses, et rencontrent un succès grandissant.

## Fiche technique
- Titre original : Inu-Oh (犬王?)
- Titre français : Inu-oh
- Réalisation : Masaaki Yuasa
- Scénario : Akiko Nogi
- Adaptation de : "Heike Monogatari: Inu-Oh no Maki" de Hideo Furukawa
- Direction artistique : Hideki Nakamura
- Musique : Yoshihide Otomo
- Directeur de l'animation : Sueyoshi Yuichiro
- Son : Eriko Kimura
- Montage : Kiyoshi Hirose
- Production : Science SARU
- Société de distribution : Asmik Ace Entertainment, Aniplex
- Pays d'origine :  Japon
- Durée : 98 minutes
- Dates de sortie :
  - Japon : 28 mai 2022
  - France : 23 novembre 2022

## Distribution

### Voix originales
- Avu-chan : Inu-Oh
- Mirai Moriyama : Tomona
- Tasuku Emoto : Ashikaga Yoshimitsu
- Kenjiro Tsuda : le père d'Inu-Oh
- Rio Sakata : le père de Myon
- Yutaka Matsushige : le père de Tomona

### Voix françaises
- Rémi Caillebot : Inu-Oh
- Maxime Donnay : Tomona
- Louis Da Costa : Tomona jeune
- Rémi Barbier : Taniichi
- Didier Benini : Teiichi
- Sullivan Da Silva : Shogun
- Oksana Gosley : Dame Nariko
- Félix Lobo : le père d'Inu-Oh
- Olivier Piechaczyk : le père de Tomona

## Accueil

### Accueil critique
En France, le site Allociné propose une moyenne de 3,8⁄5, à partir de l'interprétation de 16 critiques de presse. 
Le Monde estime que Masaaki Yuasa réussit à « souffler une énergie punk dans la chanson de geste médiévale », et loue son « génie graphique (...) affolant les lignes et les perspectives par son dynamisme échevelé, propice aux déformations optiques et aux métamorphoses ». 
Libération vante une « une comédie musicale géniale et déchaînée » où l'« on frôle la transe tant certaines séquences martèlent la même pulsation envoûtante jusqu’à l’épuisement total », mais déplore la qualité musicale décroissante le long du film. 
Le Figaro juge que le film, malgré un sujet « austère », est « une expérience folle, une hallucination musicale » où Masaaki Yuasa « s'en donne à cœur joie » et « se laisse porter par la même frénésie pop et rock qui affleurait, en 2017, dans Lou et l'Île aux sirènes ». 

## Distinctions

### Nominations
- Golden Globes 2023 : Meilleur film d'animation

### Sélections
- Mostra de Venise 2021 : sélection Orizzonti
- Festival international du film de Toronto 2021 : sélection Special Presentations
- Festival international du film d'animation d'Annecy 2022 : sélection Séances événements